# Oshån
Oshån är en sjö i Bergs kommun i Härjedalen och ingår i Ljungans huvudavrinningsområde. Sjön har en area på 0,221 kvadratkilometer och ligger 567,1 meter över havet. Oshån ligger i Ljungan, Uppströms Storsjön Natura 2000-område.

## Delavrinningsområde
Oshån ingår i det delavrinningsområde (696935-135480) som SMHI kallar för Utloppet av Oshån. Medelhöjden är 642 meter över havet och ytan är 1,77 kvadratkilometer. Räknas de 107 avrinningsområdena uppströms in blir den ackumulerade arean 491,89 kvadratkilometer. Avrinningsområdets utflöde Ljungan mynnar i havet. Avrinningsområdet består mestadels av skog (86 procent). Avrinningsområdet har 0,22 kvadratkilometer vattenytor vilket ger det en sjöprocent på 12,4 procent.